# Achiet-le-Grand
Ne doit pas être confondu avec Achiet-le-Petit.
Achiet-le-Grand est une commune française située dans le département du Pas-de-Calais en région Hauts-de-France. Ses habitants sont appelés les Achiétois.
La commune fait partie de la communauté de communes du Sud-Artois qui regroupe 64 communes et compte 27 059 habitants en 2021.

## Géographie

### Localisation
Le territoire de la commune est limitrophe de ceux de cinq communes.
Les communes limitrophes sont Gomiécourt, Achiet-le-Petit, Bihucourt, Courcelles-le-Comte et Grévillers.

### Géologie et relief
La superficie de la commune est de 5,08 km2 ; son altitude varie de 104  à   136 mètres.

### Hydrographie
La commune est située dans le bassin Artois-Picardie. Elle n'est drainée par aucun cours d'eau,.

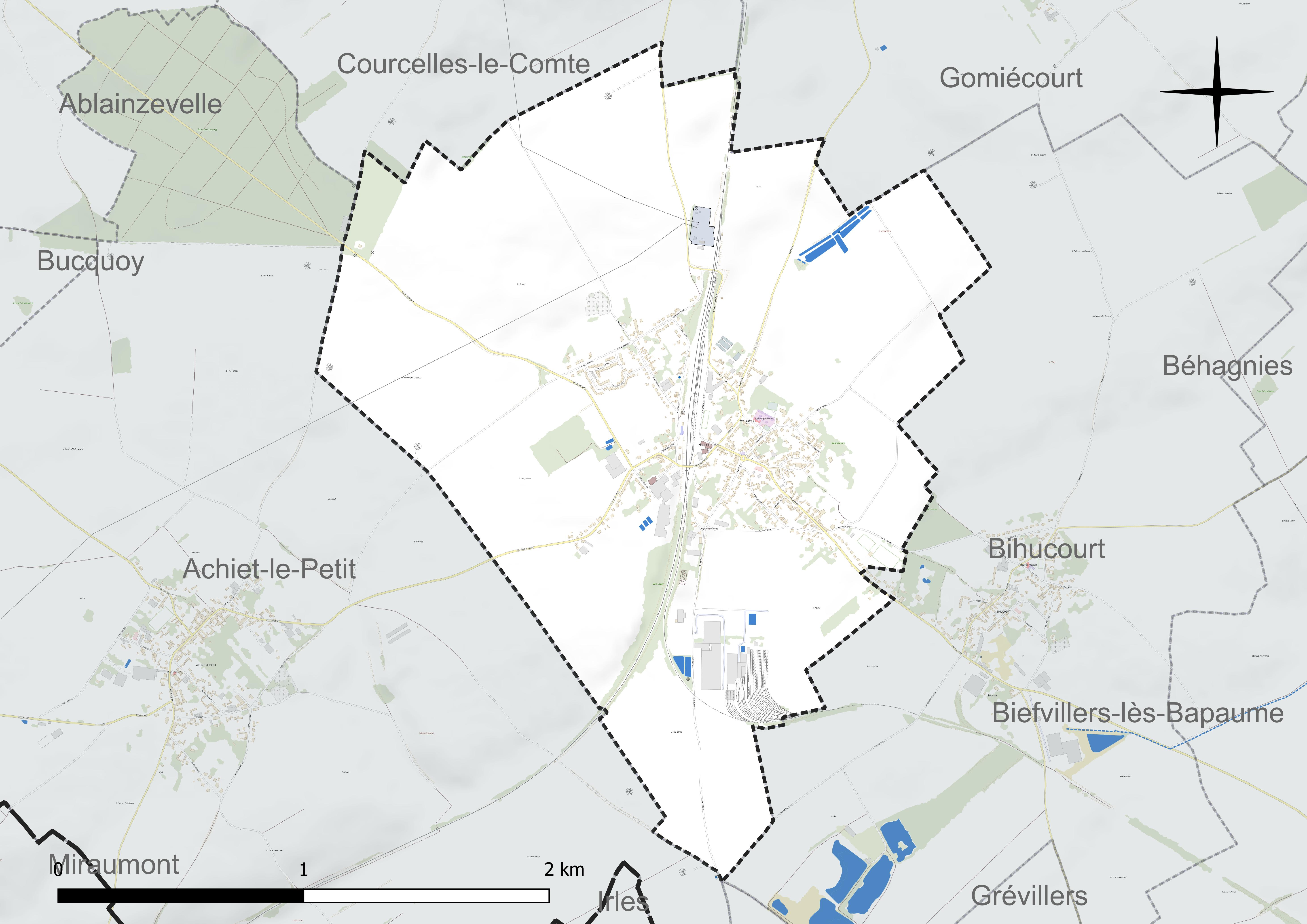
Réseau hydrographique d'Achiet-le-Grand.

### Climat
Pour des articles plus généraux, voir Climat des Hauts-de-France et Climat du Pas-de-Calais.
En 2010, le climat de la commune est de type climat océanique dégradé des plaines du Centre et du Nord, selon une étude du CNRS s'appuyant sur une série de données couvrant la période 1971-2000. En 2020, Météo-France publie une typologie des climats de la France métropolitaine dans laquelle la commune est exposée à un climat océanique et est dans la région climatique Nord-est du bassin Parisien, caractérisée par un ensoleillement médiocre, une pluviométrie moyenne régulièrement répartie au cours de l'année et un hiver froid (3 °C).
Pour la période 1971-2000, la température annuelle moyenne est de 10,1 °C, avec une amplitude thermique annuelle de 14,4 °C. Le cumul annuel moyen de précipitations est de 748 mm, avec 11,7 jours de précipitations en janvier et 9,1 jours en juillet. Pour la période 1991-2020, la température moyenne annuelle observée sur la station météorologique la plus proche, située sur la commune de Wancourt à 15 km à vol d'oiseau, est de 10,8 °C et le cumul annuel moyen de précipitations est de 711,4 mm,. Pour l'avenir, les paramètres climatiques de la commune estimés pour 2050 selon différents scénarios d'émission de gaz à effet de serre sont consultables sur un site dédié publié par Météo-France en novembre 2022.

### Paysages
Pour un article plus général, voir Paysage en France.
La commune s’inscrit dans les « paysages des grandes plaines arrageoises et cambrésiennes » tels qu'ils sont définis dans l'atlas de paysages de la région Nord-Pas-de-Calais, conçu par la direction régionale de l'Environnement, de l'Aménagement et du Logement (DREAL),. 
Ces « paysages des grandes plaines arrageoises et cambrésiennes », qui concernent 238 communes, sont constitués de 80,36 % de cultures, de 8,01 % d'espaces artificialisés avec les communes principales de Cambrai, Caudry, Bapaume et Avesnes-le-Comte, de 7,25 % de prairies naturelles, permanentes, de 3,19 % de forêts et de milieux semi-naturels, 0,77 % de friches industrielles, de 0,38 % de cours d'eau et plan d'eau et de 0,04 % d’espaces industriels. Ces paysages sont dominés par les « grandes cultures » de céréales et de betteraves industrielles qui représentent 70 % de la surface agricole utilisée (SAU).

## Urbanisme

### Typologie
Au 1er janvier 2024, Achiet-le-Grand est catégorisée bourg rural, selon la nouvelle grille communale de densité à sept niveaux définie par l'Insee en 2022.
Elle est située hors unité urbaine. Par ailleurs la commune fait partie de l'aire d'attraction d'Arras, dont elle est une commune de la couronne,. Cette aire, qui regroupe 163 communes, est catégorisée dans les aires de 50 000 à moins de 200 000 habitants,.

### Occupation des sols
L'occupation des sols de la commune, telle qu'elle ressort de la base de données européenne d'occupation biophysique des sols Corine Land Cover (CLC), est marquée par l'importance des territoires agricoles (81,1 % en 2018), en diminution par rapport à 1990 (89,6 %). La répartition détaillée en 2018 est la suivante : 
terres arables (81,1 %), zones urbanisées (12,7 %), zones industrielles ou commerciales et réseaux de communication (5,1 %), forêts (1,1 %). L'évolution de l'occupation des sols de la commune et de ses infrastructures peut être observée sur les différentes représentations cartographiques du territoire : la carte de Cassini (XVIIIe siècle), la carte d'état-major (1820-1866) et les cartes ou photos aériennes de l'IGN pour la période actuelle (1950 à aujourd'hui).

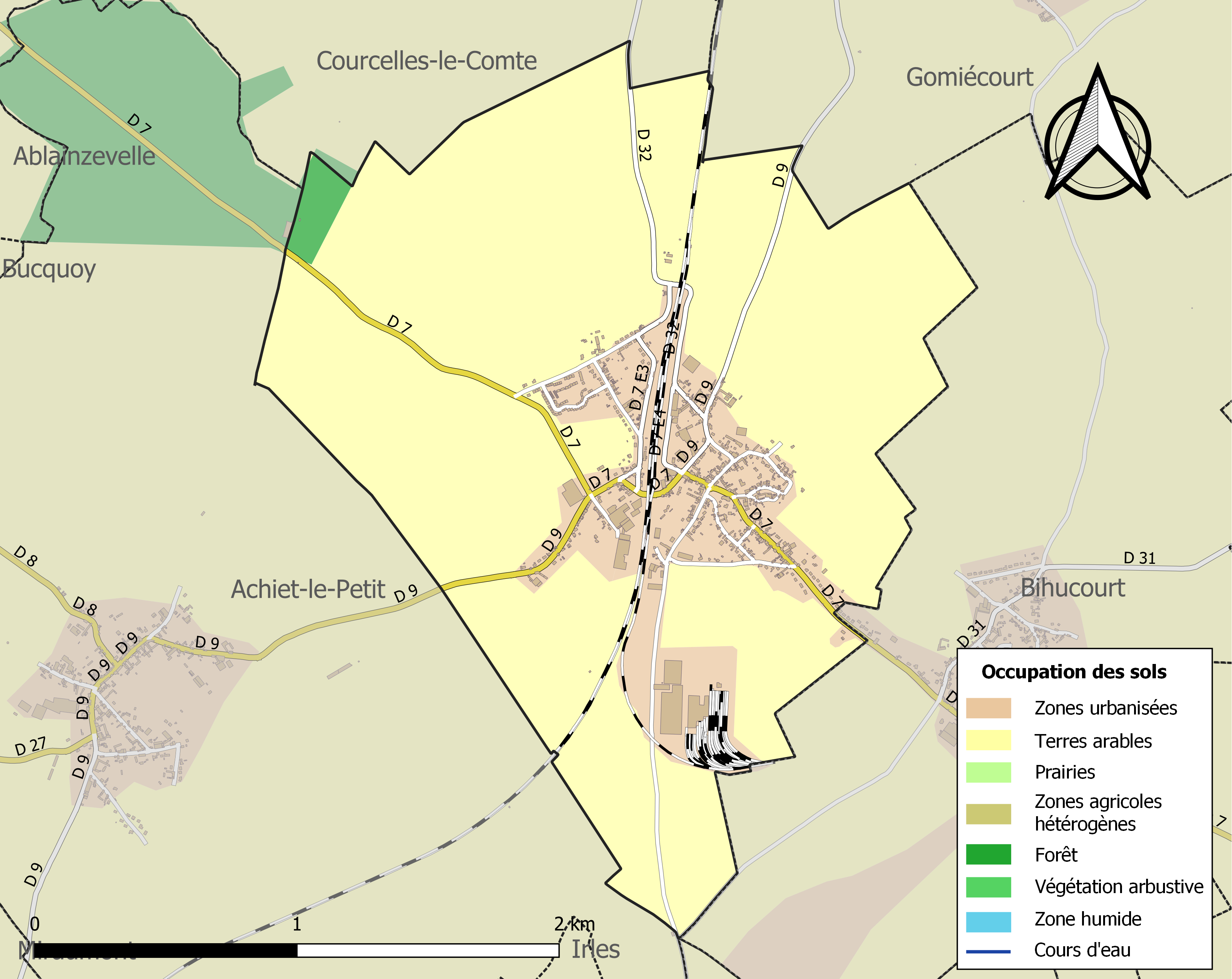
Carte des infrastructures et de l'occupation des sols de la commune en 2018 (CLC).

### Voies de communication et transports

#### Transport ferroviaire
La commune était située sur la ligne de chemin de fer d'Achiet à Bapaume et Marcoing, une ancienne ligne de chemin de fer secondaire qui reliait, entre 1871 et 1969, Achiet-le-Grand à Marcoing dans le département du Nord.

## Toponymie
Le nom de la localité est attesté sous les formes Asceel en 1081, Ascehel en 1098, Aissith au XIIe siècle, Aisser en 1154, Ascey en 1159, Aisié en 1176 et en 1181. C'est à partir de 1434 que l'on remarque la distinction entre Achiet-le-Grand (orthographié alors Achiet-le-Grant) et Achiet-le-Petit.
L'étymologie d'Achiet, pour Ernest Nègre, proviendrait du mot Achier (Rucher). Le vieux français utilisait les mots Achier ou Aichier. L'importance donnée aux ruches aux temps anciens faisait que certaines lois du Moyen Âge condamnaient à mort celui qui détruisait une ruche.

## Histoire
La seigneurie d'Achiet-le-Village appartenait au XVe siècle aux comtes de Hornes.
Au XVIIIe siècle, la seigneurie appartenait à la famille Diesbach Belleroche.

### Guerre franco-allemande de 1870
Théâtre d'opération de la bataille de Bapaume durant la guerre franco-allemande de 1870.

### Première Guerre mondiale
Après la bataille des Frontières du 7 au 24 août 1914, devant les pertes subies, l'État-Major français décide de battre en retraite depuis la Belgique. Dès le 28 août, les Allemands s'emparent du village d'Achiet-le-Grand et poursuivent leur route vers l'ouest. Dès lors commença l'occupation allemande.
Des arrêtés de la kommandantur obligeaient, à date fixe, sous la responsabilité du maire et du conseil municipal, sous peine de sanctions, la population à fournir : blé, œufs, lait, viande, légumes, destinés à nourrir les soldats du front. Toutes les personnes valides devaient effectuer des travaux agricoles ou d'entretien.

En mars 1917, les Allemands décident de se retirer sur la Ligne Hindenburg, ligne fortifiée située à une vingtaine de km à l'est devant Cambrai. Avant leur départ, le village est évacué de ses habitants et toutes les constructions (église, mairie, maisons) sont systhématiquement dynamitées, tous les arbres sont coupés, les puits pollués avec du fumier.

Les troupes britanniques prennent alors possessions des ruines. Achiet-le-Grand repassera aux mains des Allemands en mars 1918 lors de l'Offensive du Kaiser jusqu'au 23 août 1918, date à laquelle le village sera définitivement repris par les troupes du Commonwealth après de violents combats, attestés par la présence de nombreux cimetières britanniques ou allemands dans le secteur.

Après l'armistice, les habitants reviennent peu à peu au village. Alors commença une longue période de reconstruction.

Sur le monument aux morts sont inscrits les noms des 28 soldats de la commune morts au Champ d'honneur.
Vu les souffrances endurées par la population pendant les quatre années d'occupation et les dégâts aux constructions, la commune s'est vu décerner la croix de guerre 1914-1918 le 23 septembre 1920.

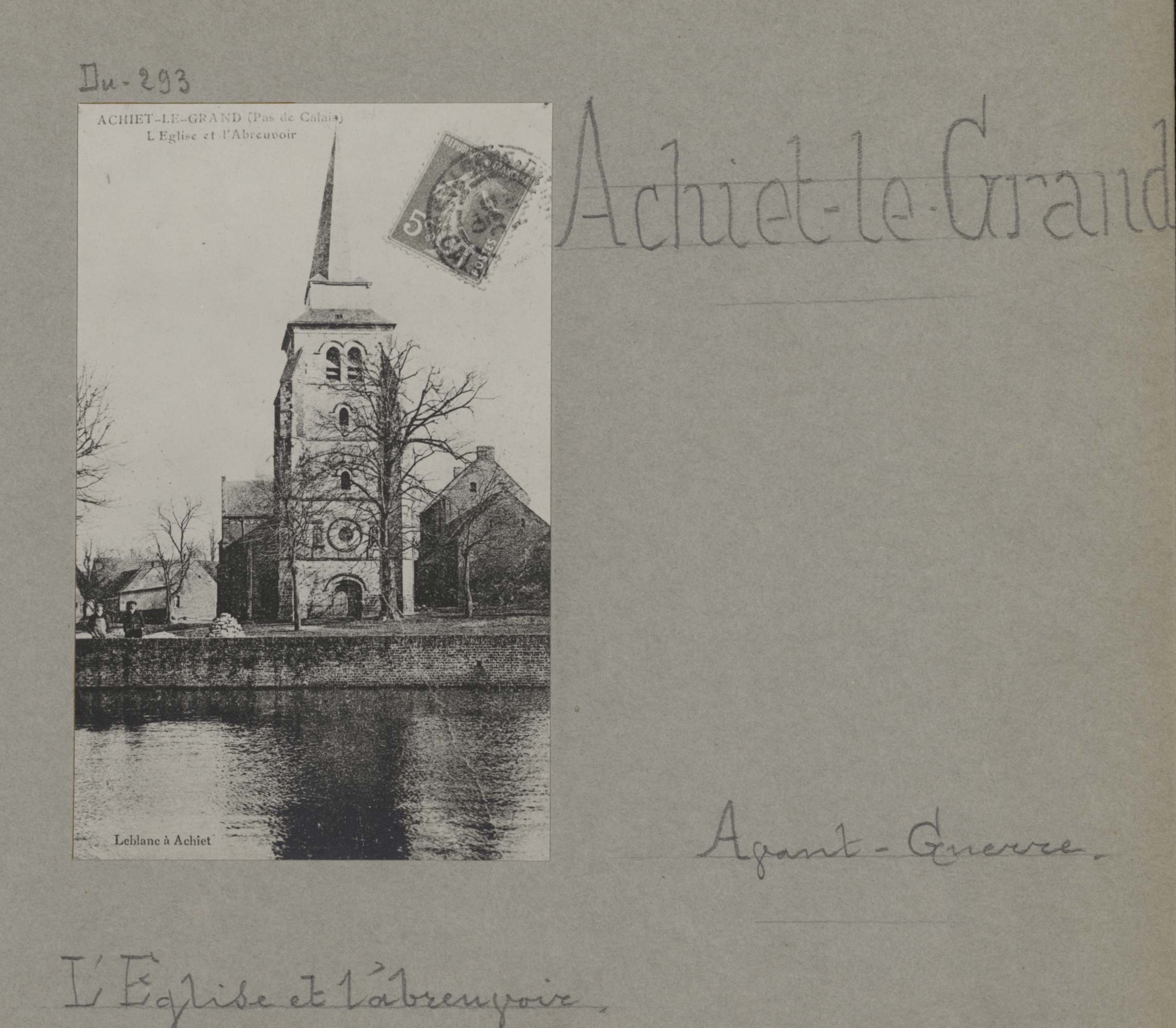
Carte postale de l'église avant 1914.
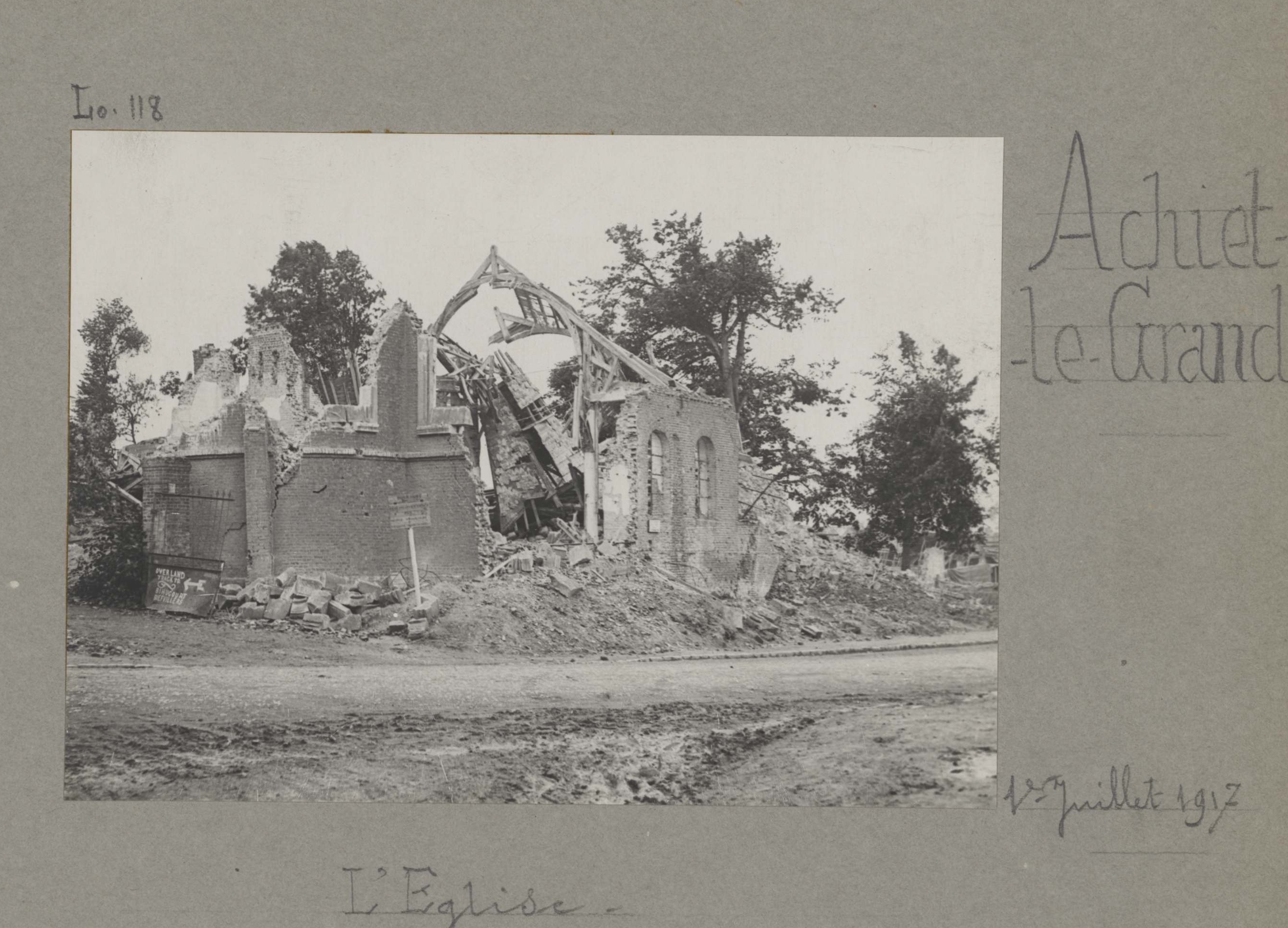
Ruines de l'église en 1917.
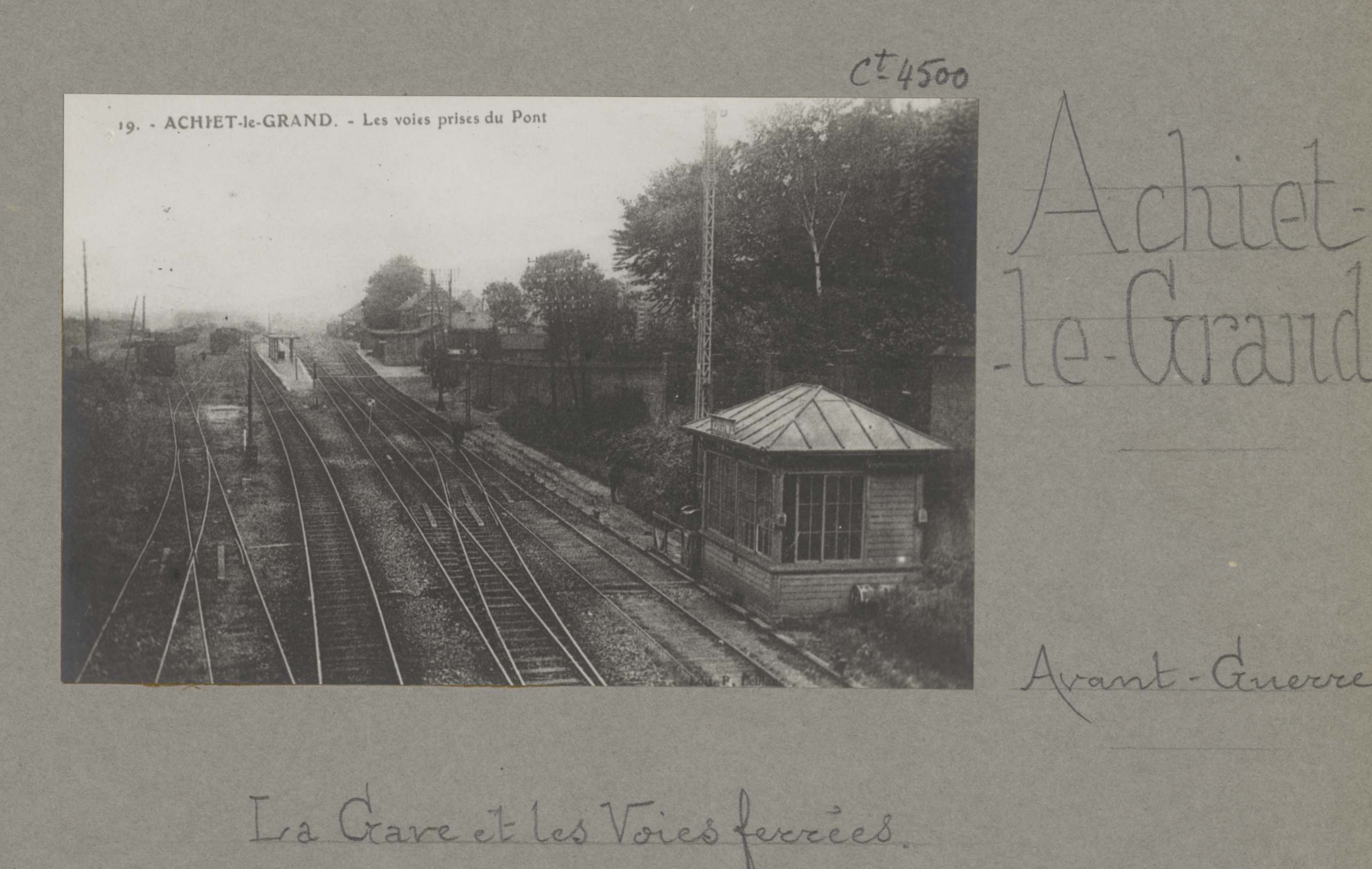
La gare et les voies ferrées avant 1914.
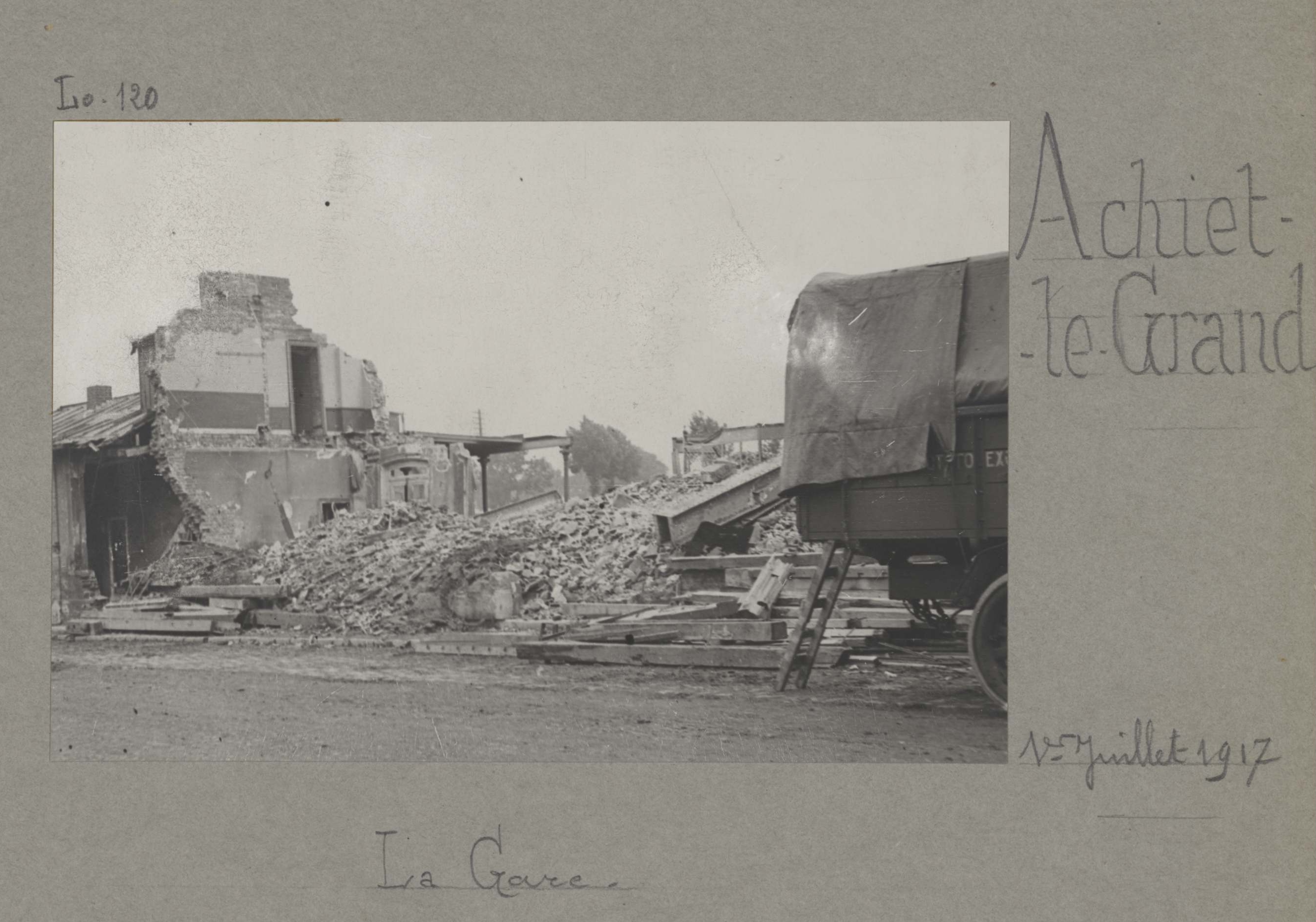
Ruines de la gare en 1917.
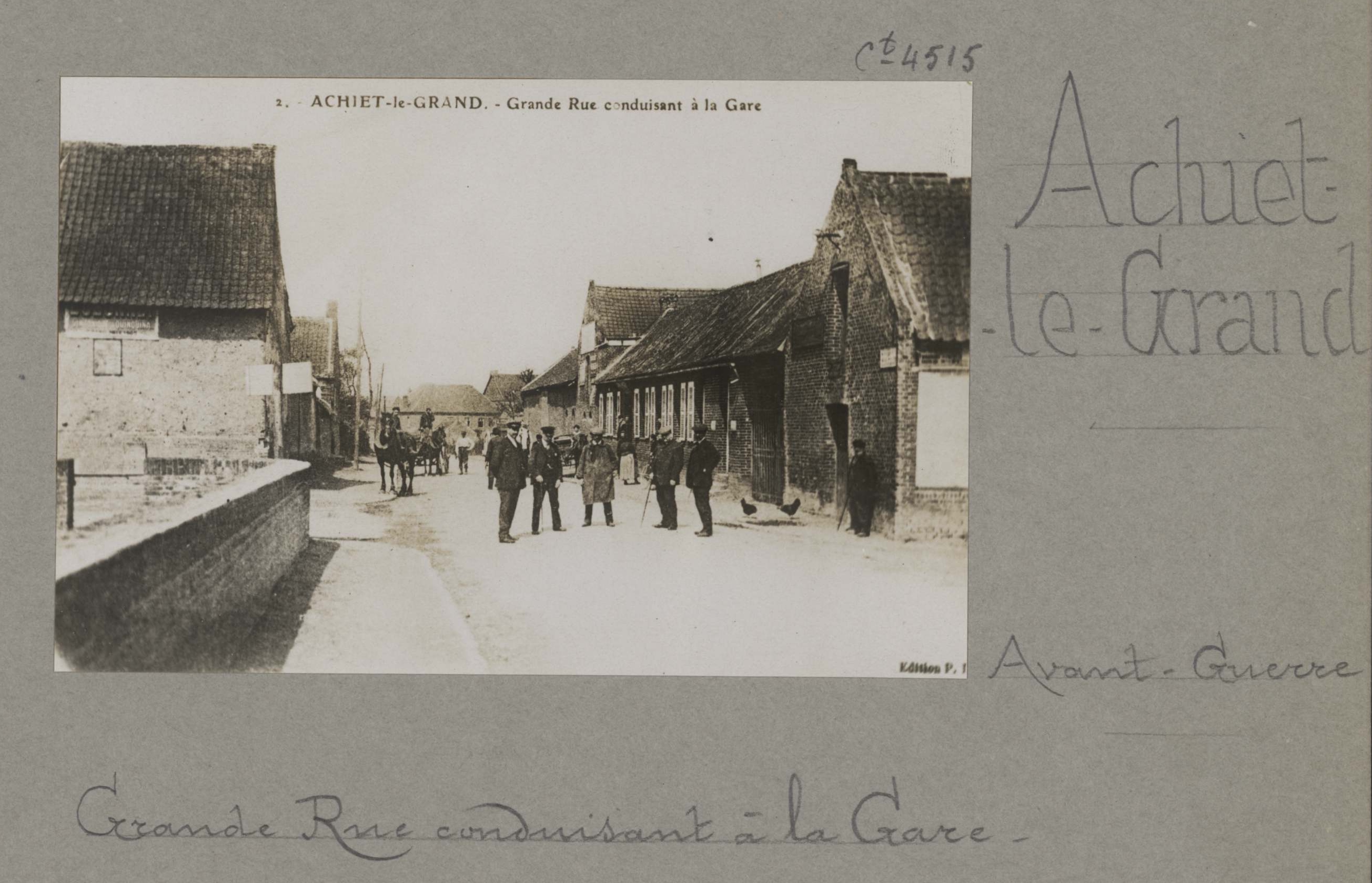
Vue du village avant 1914.
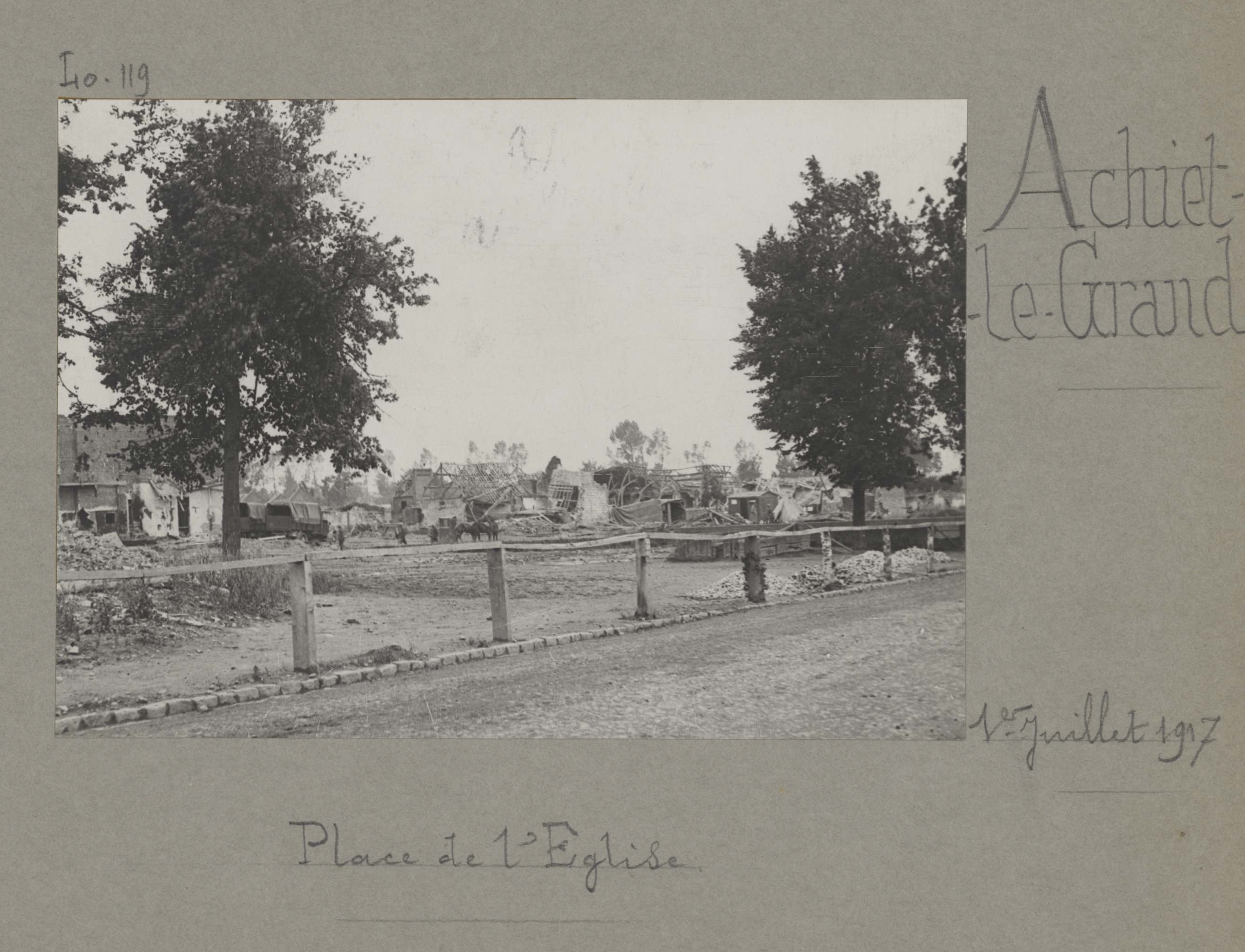
Ruines du village en 1917.
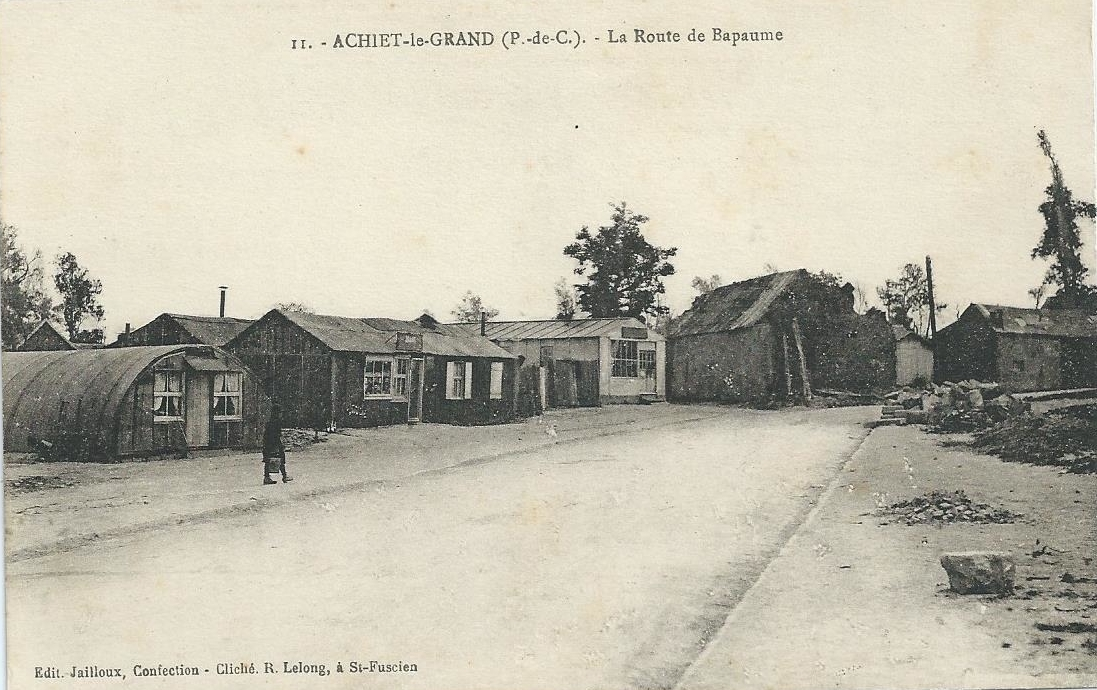
Le village en reconstruction en 1920.
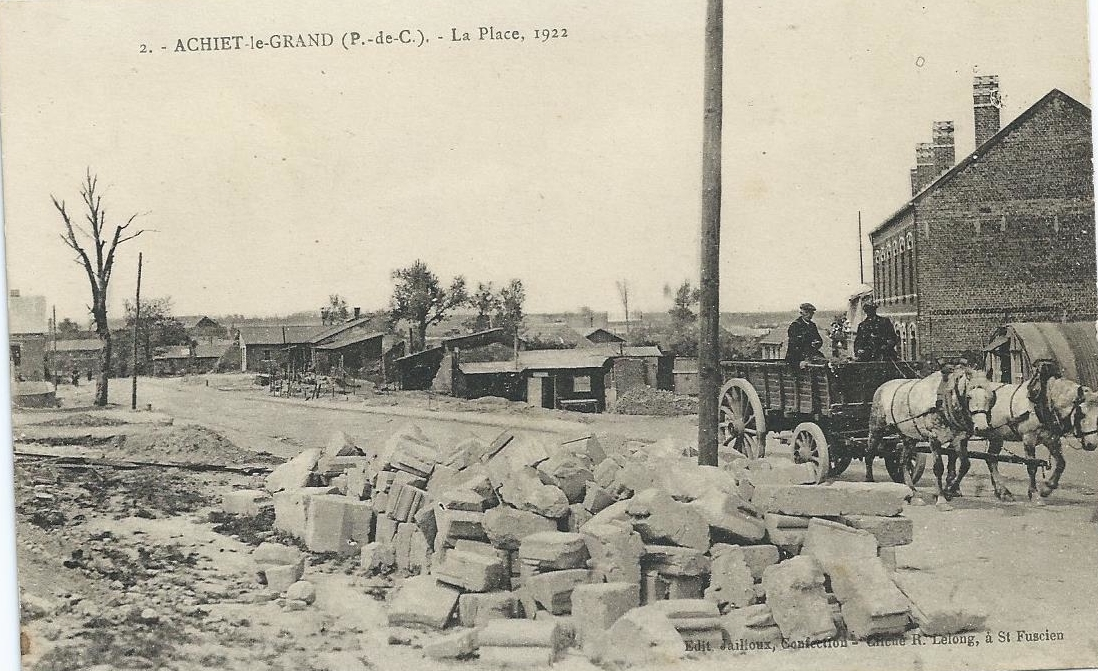
Le village en reconstruction en 1922.

## Politique et administration

### Découpage territorial
La commune se trouve dans l'arrondissement d'Arras du département du Pas-de-Calais.

#### Commune et intercommunalités
La commune fait partie depuis 1801 du canton de Bapaume. Dans le cadre du redécoupage cantonal de 2014 en France, ce canton, dont la commune est toujours membre, est modifié, passant de 22 à 75 communes.

#### Circonscriptions administratives
La commune était membre de la communauté de communes de la région de Bapaume, créée fin 1992.
Dans le cadre de la réforme des collectivités territoriales françaises, celle-ci fusionne avec sa voisine pour former, le 1er janvier 2013, la communauté de communes du Sud-Artois, dont est désormais membre la commune.

#### Circonscriptions électorales
Pour l'élection des députés, la commune fait partie depuis 1986 de la première circonscription du Pas-de-Calais.

### Élections municipales et communautaires

#### Liste des maires
| Période                                  | Période                       | Identité       | Étiquette | Qualité                                                                                       |
| ---------------------------------------- | ----------------------------- | -------------- | --------- | --------------------------------------------------------------------------------------------- |
| Les données manquantes sont à compléter. |                               |                |           |                                                                                               |
| 1971                                     | 2008                          | Michel Ficheux | DVD       |                                                                                               |
| 2008                                     | juillet 2020                  | Bernard de Reu | DVD       | Retraité. Vice-président de la CC du Sud-Artois (2014 → 2020) Réélu pour le mandat 2014-2020, |
| juillet 2020                             | En cours (au 18 juillet 2020) | Patricia Copin |           | Technicienne                                                                                  |

### Jumelages
| Ville | Ville         | Pays | Pays        | Période     |
| ----- | ------------- | ---- | ----------- | ----------- |
|       | Kings Langley |      | Royaume-Uni | depuis 2009 |

## Équipements et services publics

### Justice, sécurité, secours et défense
La commune dépend du tribunal judiciaire d'Arras, du conseil de prud'hommes d'Arras, de la cour d'appel de Douai, du tribunal de commerce d'Arras, du tribunal administratif de Lille, de la cour administrative d'appel de Douai et du tribunal pour enfants d'Arras.

## Population et société

### Démographie
Les habitants de la commune sont appelés les Achiétois.

#### Évolution démographique
L'évolution du nombre d'habitants est connue à travers les recensements de la population effectués dans la commune depuis 1793. Pour les communes de moins de 10 000 habitants, une enquête de recensement portant sur toute la population est réalisée tous les cinq ans, les populations de référence des années intermédiaires étant quant à elles estimées par interpolation ou extrapolation. Pour la commune, le premier recensement exhaustif entrant dans le cadre du nouveau dispositif a été réalisé en 2008.

En 2022, la commune comptait 969 habitants, en évolution de −2,81 % par rapport à 2016 (Pas-de-Calais : −0,72 %, France hors Mayotte : +2,11 %).
| 1793 | 1800 | 1806 | 1821 | 1831 | 1836 | 1841 | 1846 | 1851 |
| ---- | ---- | ---- | ---- | ---- | ---- | ---- | ---- | ---- |
| 394  | 401  | 430  | 441  | 485  | 476  | 485  | 487  | 523  |

| 1856 | 1861 | 1866 | 1872 | 1876 | 1881 | 1886 | 1891 | 1896 |
| ---- | ---- | ---- | ---- | ---- | ---- | ---- | ---- | ---- |
| 545  | 547  | 546  | 532  | 526  | 551  | 599  | 533  | 528  |

| 1901 | 1906 | 1911 | 1921 | 1926 | 1931 | 1936 | 1946 | 1954 |
| ---- | ---- | ---- | ---- | ---- | ---- | ---- | ---- | ---- |
| 513  | 512  | 543  | 667  | 830  | 842  | 791  | 761  | 744  |

| 1962 | 1968 | 1975 | 1982 | 1990 | 1999  | 2006  | 2008  | 2013  |
| ---- | ---- | ---- | ---- | ---- | ----- | ----- | ----- | ----- |
| 754  | 774  | 787  | 890  | 948  | 1 016 | 1 048 | 1 057 | 1 022 |

| 2018 | 2022 | - | - | - | - | - | - | - |
| ---- | ---- | - | - | - | - | - | - | - |
| 978  | 969  | - | - | - | - | - | - | - |

#### Pyramide des âges
La population de la commune est relativement jeune.
En 2018, le taux de personnes d'un âge inférieur à 30 ans s'élève à 40,7 %, soit au-dessus de la moyenne départementale (36,7 %). À l'inverse, le taux de personnes d'âge supérieur à 60 ans est de 18,5 % la même année, alors qu'il est de 24,9 % au niveau départemental.
En 2018, la commune comptait 508 hommes pour 470 femmes, soit un taux de 51,94 % d'hommes, largement supérieur au taux départemental (48,5 %).
Les pyramides des âges de la commune et du département s'établissent comme suit.
| Hommes | Classe d’âge | Femmes |
| ------ | ------------ | ------ |
| 0,0    | 90 ou +      | 0,6    |
| 4,5    | 75-89 ans    | 5,5    |
| 12,0   | 60-74 ans    | 14,5   |
| 23,0   | 45-59 ans    | 20,2   |
| 17,7   | 30-44 ans    | 20,6   |
| 20,5   | 15-29 ans    | 17,4   |
| 22,2   | 0-14 ans     | 21,1   |

| Hommes | Classe d’âge | Femmes |
| ------ | ------------ | ------ |
| 0,5    | 90 ou +      | 1,6    |
| 5,6    | 75-89 ans    | 8,9    |
| 16,7   | 60-74 ans    | 18,1   |
| 20,2   | 45-59 ans    | 19,2   |
| 18,9   | 30-44 ans    | 18,1   |
| 18,2   | 15-29 ans    | 16,2   |
| 19,9   | 0-14 ans     | 17,9   |

## Culture locale et patrimoine

### Lieux et monuments
- Achiet-le-Grand Communal Cemetery Extension, le cimetière militaire jouxtant le cimetière communal.
- L'église Saint-Jean-Baptiste.
- L'ancienne gare d'Achiet.
- Le monument aux morts[33].

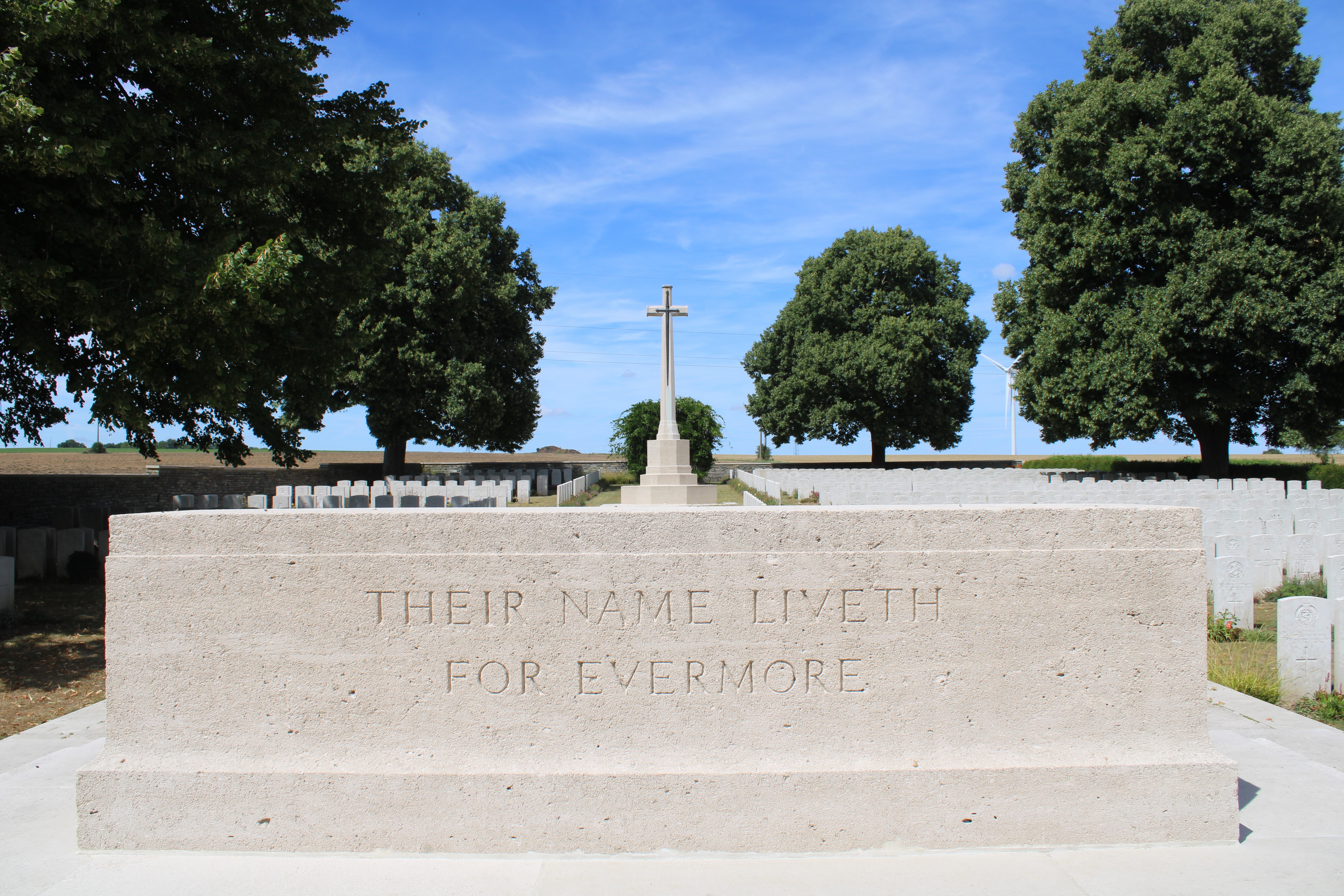
Le Achiet-le-Grand Communal Cemetery Extension.
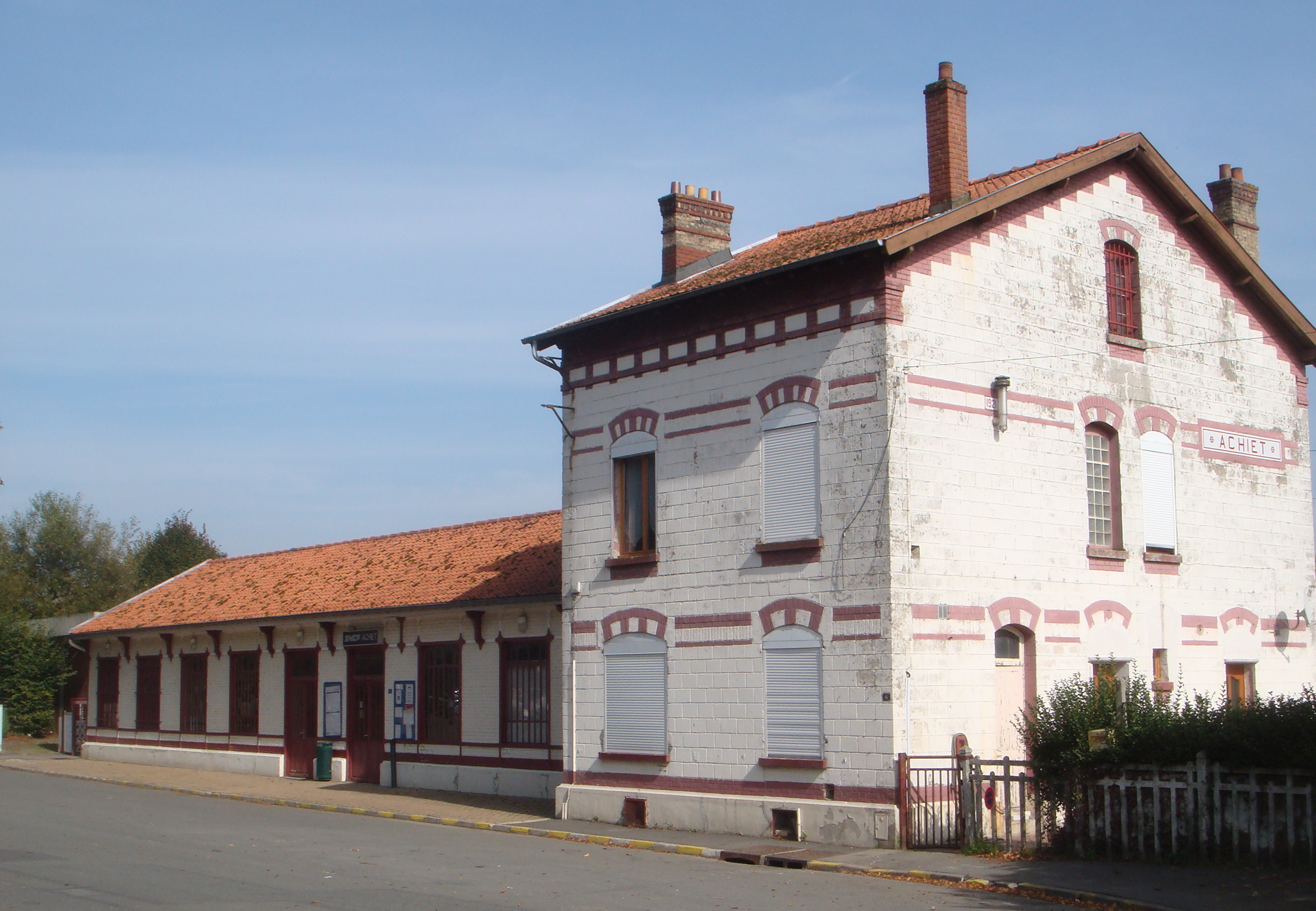
L'ancienne gare d'Achiet.
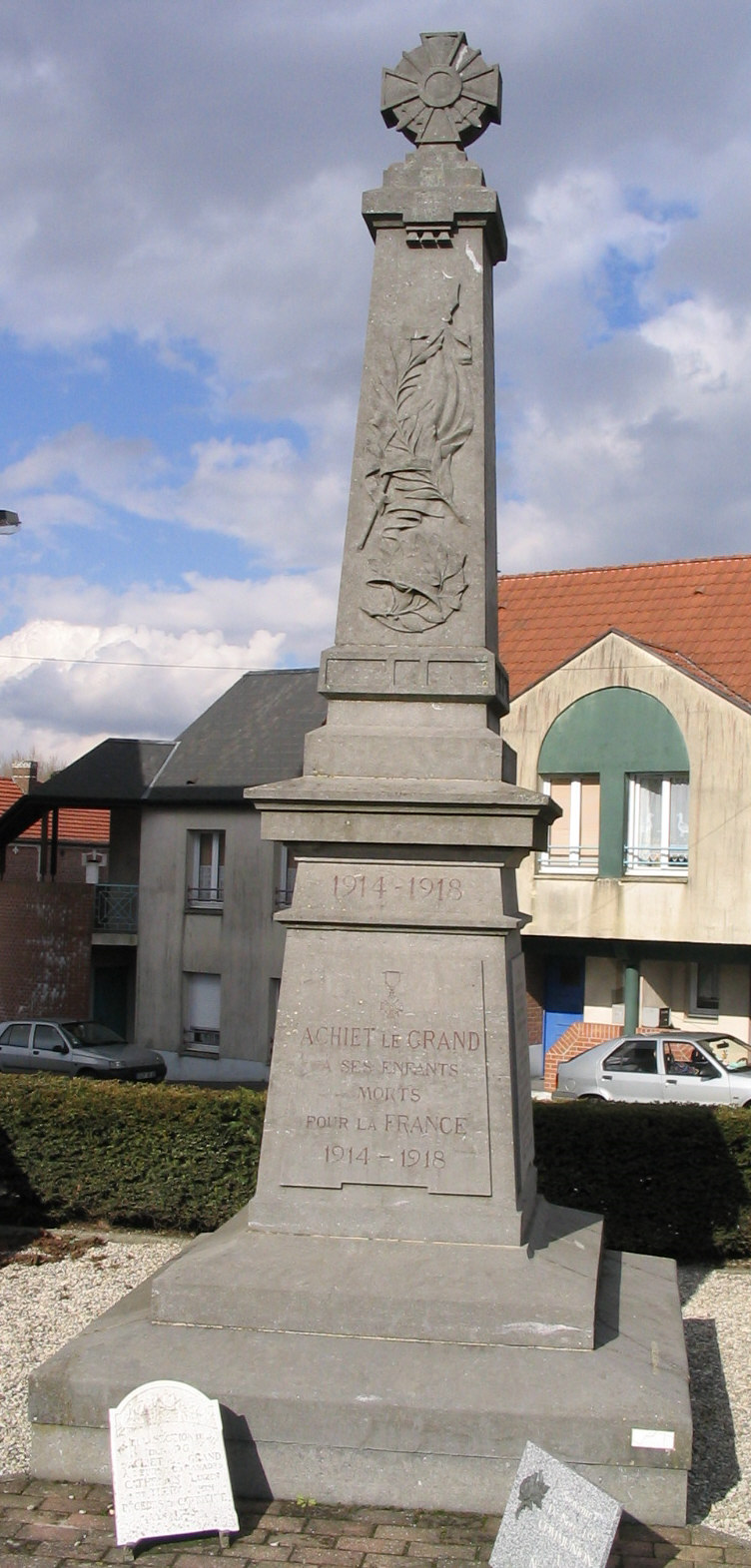
Le monument aux morts.

### Héraldique
| Armes d'Achiet-le-Grand | Les armes d'Achiet-le-Grand se blasonnent ainsi : écartelé : aux 1 et 4 parti de gueules et d'argent, à un croissant de l'un en l'autre ; aux 2 et 3 de sable à la bande vivrée d'or accostée de deux lions du même posés dans le sens de la bande ; chargé en abîme d'un écusson d'or aux trois huchets de sable. (le dessin donne par erreur les lions d'argent ; Voir notamment http://www.diesbach.com/belleroche/achiet-mullet/achiet-le-village.html) |

## Pour approfondir